# Morannes
Cet article possède des paronymes, voir Morane et Moranne.
Morannes est une ancienne commune française située dans le département de Maine-et-Loire, en région Pays de la Loire, devenue le 1er janvier 2016, le chef-lieu de la commune nouvelle de Morannes-sur-Sarthe, puis, le 1er janvier 2017, de la commune nouvelle de Morannes sur Sarthe-Daumeray.

## Géographie

### Localisation
Commune angevine du Baugeois, Morannes se situe en rive gauche de la Sarthe (rivière), sur les routes D 29, Miré, et D 108, Brissarthe, à la limite entre les départements de Maine-et-Loire, de la Sarthe et de la Mayenne.

### Topographie
L'altitude de la commune varie de 17 à 66 mètres, et son territoire s'étend sur près de 41 km2 (4 073 hectares).

### Hydrographie
La rivière la Sarthe traverse son territoire. La navigation y est ouverte entre Le Mans et Angers et permet de rejoindre la Mayenne ou La Loire par La Maine. L'écluse est aux moulins de Pendu.

### Climat
Morannes se situe dans une zone intermédiaire entre le climat océanique et continental, de plus, la situation de vallée entraîne un maintien généralement durable de l'humidité.

### Transports
Gare de Morannes.

## Toponymie et héraldique

### Toponymie
Les habitants (gentilé) se nomment les Morannais et Morannaises.

### Héraldique
|  | Les armes de la commune se blasonnent ainsi : Tiercé en pairle renversé au 1) d'argent à la gabare de sable, au 2) d'or à la gerbe de blé de sable, au 3) d'azur à la roue de moulin d'argent. |

## Histoire

### Antiquité
Dernière traces d'occupation humaine : un pont gallo-romain qui enjambe un bras de la Sarthe entre Morannes et Brissarthe.

### Moyen Âge
Le site de Morannes serait occupé de façon permanente au moins depuis le IXe siècle. De nombreux villages voisins datent de la même époque.

### Ancien Régime
Sous l'Ancien Régime et jusqu'à la Révolution française, Morannes dépendait du Pays d'élection de La Flèche.

### Époque contemporaine
Pendant la Révolution, pour lutter contre les Chouans, les Jacobins y implantent une garnison.
Le pont sur la Sarthe sera détruit pendant la Seconde Guerre mondiale. Les Américains reconstruisent un pont de fer qui sera maintenu pendant 40 ans.
Chemiré-sur-Sarthe et Morannes se réunissent en 2016 pour former la commune nouvelle de Morannes-sur-Sarthe, puis en 2017 avec Daumeray pour former Morannes sur Sarthe-Daumeray. Morannes ne prend pas le statut de commune déléguée.

## Politique et administration

### Administration municipale
| Période                                  | Période       | Identité                   | Étiquette | Qualité |
| ---------------------------------------- | ------------- | -------------------------- | --------- | --- |
| 1789                                     | 1792          | Jacques Brouard            |           | |
| 1792                                     | 1800          | Négrier                    |           | |
| 1800                                     | 1814          | Fillon-Dupin               |           | |
| 1814                                     | 1815          | Charles de Terves          |           | comte |
| 7 avril 1815                             |               | Bordereau-Bardoul          |           | |
| 12 juillet 1815                          | 1818          | Charles de Terves          |           | |
| 1818                                     | 1823          | Jacques Gaullier           |           | |
| 1823                                     |               | Hyacinte de Quatrebarbes   |           | marquis |
| 1823                                     | 1830          | François-Marie Grille      |           | |
| 1830                                     | 1831          | Prosper Fillon             |           | |
| 1831                                     | 1836          | Rémy Négrier               |           | |
| 1836                                     | 1837          | René Bertrand              |           | |
| 1837                                     | 1848          | René Négrier fils          |           | |
| 1848                                     | 1852          | Pierre Bodereau            |           | |
| 1852                                     | † 1864        | Jean-Baptiste Drouet       |           | |
| 1864                                     | 1870          | Charron                    |           | |
| 1870                                     | 1874          | Prosper Fillon             |           | |
| 1874                                     | 1878          | Charron                    |           | |
| 1878                                     | 1881          | Philippe Bellanger         |           | |
| 1881                                     | 1892          | Louis Charon               |           | |
| 1892                                     | 1896          | Louis Boutaud              |           | |
| 1896                                     | 1900          | Jules Boutaud              |           | |
| 1900                                     | 1904          | Louis Boutaud              |           | |
| 1904                                     | 1912          | Robert Négrier             |           | |
| 1912                                     | 1919          | François Brunet            |           | |
| 1919                                     | 1925          | Charles Bardou             |           | |
| 1925                                     | 1935          | Jean-Baptiste Raguin       |           | |
| 1935                                     | 1945          | André Durand-Gasselin      |           | |
| 1945                                     | 1959          | Henri Leroy                |           | |
| 1959                                     | 1971          | Jean Raguain               |           | |
| 1971                                     | 1978          | Jean-Louis Durand-Gasselin |           | |
| 1978                                     | 1980          | Georges Prevost            |           | |
| 1980                                     | 1987          | Jean-Baptiste Raguain      |           | |
| 1987                                     | 2001          | Georges-Louis Bachelot     |           | |
| mars 2001                                | mars 2014     | Marie-Paule Loison         |           | Présidente de la CC |
| mars 2014                                | décembre 2015 | Gilbert Kahn               |           | Mandat initial (élection municipales de mars 2014) de mars 2014 à mars 2020 éteint par la création de la commune nouvelle le 1er janvier 2016, |
| Les données manquantes sont à compléter. |               |                            |           | |

### Ancienne situation administrative
Jusqu'en 2015 la commune est membre de la communauté de communes des Portes-de-l'Anjou, elle-même membre du syndicat mixte Pays des Vallées d'Anjou.

## Population et société

### Évolution démographique
L'évolution du nombre d'habitants est connue à travers les recensements de la population effectués dans la commune depuis 1793. À partir du 1er janvier 2009, les populations légales des communes sont publiées annuellement dans le cadre d'un recensement qui repose désormais sur une collecte d'information annuelle, concernant successivement tous les territoires communaux au cours d'une période de cinq ans. 
Pour les communes de moins de 10 000 habitants, une enquête de recensement portant sur toute la population est réalisée tous les cinq ans, les populations légales des années intermédiaires étant quant à elles estimées par interpolation ou extrapolation. Pour la commune, le premier recensement exhaustif entrant dans le cadre du nouveau dispositif a été réalisé en 2005,.
En 2013, la commune comptait 1 800 habitants, en évolution de +5,63 % par rapport à 2008 (Maine-et-Loire : +3,3 %, France hors Mayotte : +2,49 %).
| 1793  | 1800  | 1806  | 1821  | 1831  | 1836  | 1841  | 1846  | 1851  |
| ----- | ----- | ----- | ----- | ----- | ----- | ----- | ----- | ----- |
| 2 467 | 2 451 | 2 545 | 2 843 | 2 841 | 2 706 | 2 826 | 2 826 | 2 803 |

| 1856  | 1861  | 1866  | 1872  | 1876  | 1881  | 1886  | 1891  | 1896  |
| ----- | ----- | ----- | ----- | ----- | ----- | ----- | ----- | ----- |
| 2 700 | 2 564 | 2 560 | 2 401 | 2 355 | 2 278 | 2 299 | 2 279 | 2 274 |

| 1901  | 1906  | 1911  | 1921  | 1926  | 1931  | 1936  | 1946  | 1954  |
| ----- | ----- | ----- | ----- | ----- | ----- | ----- | ----- | ----- |
| 2 146 | 2 118 | 1 984 | 1 872 | 1 844 | 1 768 | 1 727 | 1 753 | 1 700 |

| 1962  | 1968  | 1975  | 1982  | 1990  | 1999  | 2005  | 2010  | 2013  |
| ----- | ----- | ----- | ----- | ----- | ----- | ----- | ----- | ----- |
| 1 694 | 1 729 | 1 610 | 1 577 | 1 534 | 1 599 | 1 659 | 1 790 | 1 800 |

### Pyramide des âges
La population de la commune est relativement âgée. Le taux de personnes d'un âge supérieur à 60 ans (34,9 %) est en effet supérieur au taux national (21,8 %) et au taux départemental (21,4 %).
À l'instar des répartitions nationale et départementale, la population féminine de la commune est supérieure à la population masculine. Le taux (50,6 %) est du même ordre de grandeur que le taux national (51,9 %).
La répartition de la population de la commune par tranches d'âge est, en 2008, la suivante :
- 49,4 % d’hommes (0 à 14 ans = 18,2 %, 15 à 29 ans = 13,8 %, 30 à 44 ans = 17,3 %, 45 à 59 ans = 18,4 %, plus de 60 ans = 32,3 %) ;
- 50,6 % de femmes (0 à 14 ans = 14,8 %, 15 à 29 ans = 12,7 %, 30 à 44 ans = 18,1 %, 45 à 59 ans = 16,9 %, plus de 60 ans = 37,6 %).

| Hommes | Classe d’âge | Femmes |
| ------ | ------------ | ------ |
| 1,5    | 90 ans ou +  | 4,3    |
| 13,1   | 75 à 89 ans  | 14,8   |
| 17,7   | 60 à 74 ans  | 18,5   |
| 18,4   | 45 à 59 ans  | 16,9   |
| 17,3   | 30 à 44 ans  | 18,1   |
| 13,8   | 15 à 29 ans  | 12,7   |
| 18,2   | 0 à 14 ans   | 14,8   |

| Hommes | Classe d’âge | Femmes |
| ------ | ------------ | ------ |
| 0,4    | 90 ans ou +  | 1,1    |
| 6,3    | 75 à 89 ans  | 9,5    |
| 12,1   | 60 à 74 ans  | 13,1   |
| 20,0   | 45 à 59 ans  | 19,4   |
| 20,3   | 30 à 44 ans  | 19,3   |
| 20,2   | 15 à 29 ans  | 18,9   |
| 20,7   | 0 à 14 ans   | 18,7   |

## Économie
Sur 141 établissements présents sur la commune à fin 2010, 31 % relevaient du secteur de l'agriculture (pour une moyenne de 17 % sur le département), 5 % du secteur de l'industrie, 15 % du secteur de la construction, 38 % de celui du commerce et des services et 11 % du secteur de l'administration et de la santé.

## Culture locale et patrimoine

### Lieux et monuments
Ouverts au public :
- L'abbaye (en suivant la route de Durtal).
- L'église Saint-Aubin (XIIe et XVe siècles, MH), avec chœur gothique flamboyant[17].
- Le logis de l'Asnerie (XVIe siècle, MH, en suivant la route du Pé)[18].
- Le manoir de Chandemanche (MH, également sur commune de Daumeray)[19].
- Le manoir de Gennetay (MH, en suivant la route de Saint-Denis)[20].
- Le manoir des Grignons (XVe siècle, MH, centre bourg)[21].
- Le « jeu de boules », association de boule de fort, variante angevine de la pétanque.
- Les bords de Sarthe (rivière), à pied ou en bateau.

Privés :
- L'ancien prieuré de Juigné (MH)[22].
- Le château des Roches.
- Le moulin de Pendu.
- les écluses manuelles de Pendu et du Gravier.

Autres lieux :
- Le domaine de la Panne (XVe siècle, centre bourg) aussi appelé logis de la Tête Noire.
- Les anciennes cabanes de vignerons sur les coteaux de la Sarthe (route de la Jarriais), quelques belles maisons (XVe et XVIIIe siècles) dans le centre bourg (place du Marché, Grande-Rue), un pont romain (prendre direction Chemiré, puis Chateauneuf, et regarder dans un petit chemin sur la gauche).
- Les chemins du bord de Sarthe, partant du bord de la rivière, et passant par le château d'eau du village lors de la grande boucle.
- Souterrain au lieu-dit La Motte. Ce souterrain emmotté a fait l'objet d'une fouille de sauvetage. Au centre du tertre se trouvait une plateforme où aboutissait un souterrain par l'intermédiaire d'une allée dallée. Y fut découvert de nombreux foyers, des tessons médiévaux, un bougeoir, un aiguisoir ainsi que des ossements dispersés[23].

### Personnalités liées à la commune
- Matthieu Contarelli (1519-1585), cardinal français du XVIe siècle né à Morannes.
- Marin-Pierre Gaullier (1766-1817), colonel français né à Morannes.
- Pierre Morain (1821-1893), artiste peintre né à Morannes[24].
- Pierre Lellouche (1951-), avocat et homme politique français est propriétaire du Manoir de Chandemanche[25].